# Нерівність Колмогорова
У теорії ймовірності, Нерівністю Колмогорова називається так звана «нерівність максимуму», яка обмежує ймовірність того, що частинна сума скінченної сукупності незалежних випадкових величин не перевищує деякого фіксованого числа. Нерівність названа на честь російського математика Андрія Колмогорова.

## Формулювання нерівності
Нехай {\displaystyle X_{1},\dots ,X_{n}\ :\Omega \to R} незалежні випадкові величини визначені на спільному ймовірнісному просторі {\displaystyle (\Omega ,\ {\mathcal {F}},\ \mathbb {P} )}, з математичними сподіваннями {\displaystyle \displaystyle E[X_{k}]=0} та дисперсіями {\displaystyle Var[X_{k}]<+\infty ,\ \ \forall k=1,\dots ,n}. Тоді, для кожного {\displaystyle \lambda >0},
{\displaystyle \Pr \left(\max _{1\leq k\leq n}|S_{k}|\geq \lambda \right)\leq {\frac {1}{\lambda ^{2}}}\operatorname {Var} [S_{n}]\equiv {\frac {1}{\lambda ^{2}}}\sum _{k=1}^{n}\operatorname {Var} [X_{k}],}
де {\displaystyle S_{k}=X_{1}+\dots +X_{k}}.